# Janusz Kenic
Janusz Kazimierz Kenic (ur. 23 czerwca 1947 w Łodzi) – polski polityk, przedsiębiorca i strażak, działacz opozycji demokratycznej w PRL.

## Życiorys
Syn Kazimierza i Janiny. W 1965 r. ukończył I Liceum Ogólnokształcącym im. Mikołaja Kopernika w Łodzi. W 1969 r. został absolwentem pomaturalnej Szkoły Oficerów Pożarnictwa w Warszawie, następnie przez rok był oficerem Łódzkiej Komendy Straży Pożarnej. W 1968 uczestniczył w strajkach studenckich, w kolejnym roku dołączył do opozycyjnej organizacji Ruch, uczestnicząc m.in. w akcjach zdobywania materiałów do druku. W związku z tym od czerwca 1970 do marca 1971 był aresztowany, a we wrześniu 1971 skazany na 1 rok i 8 miesięcy pozbawienia wolności oraz 1 rok pozbawienia praw publicznych. W 1976 przymusowo powołany na miesięczne ćwiczenia wojskowe. W 1977 zaangażował się w działalność Ruchu Obrony Praw Człowieka i Obywatela, a od 1980 należał do NSZZ „Solidarność”. Wszedł w skład Komitetu Założycielskiego „S” w Łodzi i został wiceprzewodniczącym komitetu w łódzkiej „Elcie”. Był delegatem na Wojewódzki i Krajowy Zjazd Delegatów, a także członkiem regionalnego zarządu (od 1981 także podziemnych władz). Od grudnia 1981 do grudnia 1982 przebywał w ukryciu, m.in. w domu biskupa Józefa Rozwadowskiego, pośredniczył w kontaktach pomiędzy kurią a działaczami „Solidarność” oraz organizował pomoc dla internowanych. W 1983 wyemigrował do Szwecji, gdzie pozostawał do 1996 roku. Przez szereg lat był obserwowany i rozpracowywany przez Milicję Obywatelską.
Po powrocie do Polski zajął się prowadzeniem przedsiębiorstw, zasiadał także w radach nadzorczych spółek oraz władzach Regionalnej Izby Gospodarczej w Łodzi (w tym od 1997 do 2004 jako prezes). W 1996 został wiceprzewodniczącym Akcji Wyborczej Solidarność w Łodzi, a w 1997 członkiem Rady Politycznej Ruchu Społecznego AWS i p.o. przewodniczącego tej partii w Łodzi. W latach 2001–2011 członek Prawa i Sprawiedliwości, z jego listy kandydował do sejmiku łódzkiego w 2006. W 2008 został założycielem stowarzyszenia „Ziemia Łódzka XXI” (powiązanego z Ruchem Obywatelskim „Polska XXI”). Następnie członek partii Polska Jest Najważniejsza, w wyborach w 2011 otwierał jej sieradzką listę okręgową kandydatów do Sejmu. W 2013 wraz z PJN współtworzył Polskę Razem, początkowo był jej pełnomocnikiem w powiecie piotrkowskim.

## Odznaczenia  i upamiętnienie
Odznaczony Krzyżem Komandorskim Orderu Odrodzenia Polski (2007) oraz Krzyżem Wolności i Solidarności (2015). Jego historii została poświęcona książka pt. Dobrze być dzieckiem swojej ojczyzny. Janusz Kenic – wspomnienia i dziennik więzienny autorstwa Karola Chylaka i Marka Michalika (2022).